# Александрійський обряд

Коптський хрест

Александрі́йський обря́д — це літургійний обряд, який використовують орієнтальні Коптська православна церква Александрії, Еритрейська православна церква Тевехедо та Етіопська православна церква Тевахедо, а також три відповідні східно-католицькі церкви: Коптська католицька церква, Еритрейська католицька церква й Етіопська католицька церква.
Божественна Літургія александрійського обряду містить елементи з Літургій святих Марка Євангеліста (якого традиційно вважають першим єпископом Александрійським), Василія Великого, Кирила Великого та Григорія Назіанза. Літургія святого Кирила — це переклад коптською мовою з грецької мови Літургії святого Марка. Коптська православна церква Александрії використовує коптський календар, а Еритрейська православна церква Тевехедо, Етіопська православна церква Тевахедо, Еритрейська католицька церква й Етіопська католицька церква використовують етіопський календар, який де-факто співпадає з астрономічно хибним юліанським календарем.
Александрійський обряд підрозділяється на два обряди: коптський обряд та ґеезький обряд.

## Підгрупи

### Коптська
Коптський обряд є рідним для Єгипту і традиційно використовує коптську мову з кількома фразами грецькою мовою. Він використовується в Коптській православній церкві та Коптській католицькій церкві. Також використовується арабська та низка інших сучасних мов (включаючи англійську).

### Ґеезька
Обряд ґеез походить з Етіопії та Еритреї і використовує мову ґеез. Він використовується в етіопських православних церквах Тевахедо та Еритрейських православних церквах Тевахедо, а також в етіопській та еритрейській католицьких церквах.

## Божественна літургія
Основна євхаристійна Літургія, яку використовують коптські церкви, відома як Літургія святого Василія. Термін Літургії святого Василія в коптському контексті означає не тільки єдину анафору з відповідними молитвами або без них, але також загальний порядок Божественної Літургії в цьому обряді.
Термін Літургія Святого Василія може також стосуватися всієї Євхаристійної Літургії, яка в коптських Церквах має таку структуру: 

### Протеза
Протеза — це частина літургії, в якій причащається хліб (قربان qurbān) та вино (أبركه abarkah) вибираються і ставляться на вівтарі. Всі ці обряди — середньовічні розробки.
Вона починається з одягання священника в одяг та підготовки вівтаря, разом з молитвами про гідність ювіляра. У цей момент проголошується відповідна година канонічних годин, після чого миття рук з молитвою гідності і проголошення Нікейського Символу Віри.
Потім відбувається складний обряд вибору Агнця: поки збір співає 41 раз Kyrie eleison, священник перевіряє вино і вибирає серед хліба один коровай, який буде освячений (Ягня). Агнця чистять серветкою і благословляють великим пальцем священника, змоченим вином. Потім священник бере процесію Агнця навколо вівтаря, а диякон йде за ним із вином та свічкою. Біля вівтаря священник, відповідно до відповідних молитов, благословляє Агнця і вино, поміщає Агнця в Патену і наливає в чашу вино і кілька крапель води (чаша зберігається в дерев'яній коробці на ім'я ковчег на вівтарі).
Остання частина пропозиції нагадує анафору: після діалогу священник благословляє громаду і проголошує подячну молитву, дякуючи Богу за підтримку нам і просячи його про гідну участь у літургії. Потім настає молитва покриття, яку нечутно вимовляє священник, який має форму епіклезису, просячи Бога показати своє обличчя на дарах і змінити їх, щоб хліб і вино стали Тілом і Кров'ю Христа . Цей текст може походити з античної анафори або просто бути пізнішим творінням високого Середньовіччя .  Патентик і ковчег із усередині чаші тут покриті завісою.

### Літургія катехуменів
У Літургії Катехуменів проголошуються читання з Нового Завіту. Ця частина Божественної літургії була в давнину початком літургії і єдиною частиною, яку могли брати участь катехумени. Ця частина приблизно еквівалентна Літургії слова у західних обрядах.
Починається з покаянного обряду, в якому спочатку священник нечутно молиться Христу про прощення гріхів (Опрощення Сина), а потім усі учасники стають на коліна перед вівтарем, а святкуючий, або єпископ, якщо присутній, читає молитву звільнення(Довіра до міністрів).
Читанню послань Павліна передує приношення пахощів з чотирьох боків вівтаря, біля іконостасу, біля книги Євангелія та у вірних у нави; тим часом вірні співають гімн Марії та гімн заступництву. Після Павлинового послання читається читання з католицьких послань і одне з Діянь Апостолів . Проводиться ще одне приношення пахощів (Праксис Пахощі), подібно до паулінового пахощі, за винятком того, що розпалюється лише перший ряд вірних. Після цього можна прочитати коптський синаксарій .
Після цих читань Трисагіон співається тричі, кожен раз з іншим посиланням на Втілення, Страсті, Воскресіння, таким чином звертаючись Трисагіон лише до Христа. Після Трисагіону слід єктенія, читання псалму та спів Алилуї, нарешті, проголошення Євангелія від дверей святині. Проповідь може слідувати.

### Літургія вірних
Літургія вірних — це серцевина Божественної літургії, де розміщені належні євхаристійні обряди.
Починається вона молитвою Завіси, в якій священник приносить літургійну жертву Богові. Далі слідують Довгі Літанії, де всі моляться за мир, за церковну ієрархію та за збір. Проголошується Нікейський Символ Віри, священник тричі миє руки і окроплює громаду водою, читаючи Молитву Примирення, яка є молитвою гідності для всіх, хто відвідує літургію. Далі йде Поцілунок миру, під час якого вірні співають гімн Аспасмосу Адаму, відповідно до сезону літургійного календаря.

#### Анафора
Проводиться Анафора.
Єгипетська (або коптська) анафора святого Василія, навіть якщо пов'язана та використовує ту саму антіохінську (або «західно-сирійську») структуру представляє групу, відмінну від візантійської, західно-сирійської та вірменської груп анафор святого Василія. Єгипетська версія не походить безпосередньо від останньої і має свої особливості: її текст є більш коротким, з меншою кількістю біблійних та алюзійних удосконалень, і йому не вистачає чітко визначених тринітарних посилань :113 які є типовими для інших версій і відображають теологія Першого Константинопольського собору 381 року.
Структуру богейської коптської версії, що використовується сьогодні в коптських церквах, можна узагальнити таким чином:
- Анафора:
  - діалог відкриття
  - Передмова, прославляючи Отця як Господа і вічного царя, як творця неба і землі, моря та всього, що в них (цитата [[|]] Psalm146:6), і як Отця Христа, яким все було створено.
  - попереднього Sanctus, прославляючи Отця на престолі Його слави і поклонялися ангельських господарів, так представляючи — ** Санктус, проведений без Бенедикта,
  - Пост-Санктус, згадуючи всю історію Спасіння, від Первородного Гріха до Втілення, Страстей, Воскресіння Христа аж до Страшного Суду,
  - розповідь про установу,
  - Анамнез, маючи на увазі Страсті, Воскресіння та Друге пришестя Христа,
  - Oblation, пропонуючи Батько Євхаристійний подарунків,
  - Епіклеза, просячи Святого Духа прийти і освятити і виявити дари як Найсвятіший. Потім Святого Духа просять зробити хліб Тілом, а чашу — Кров'ю Христа,
  - Покрови, молячись про те, щоб учасники стали єдиним тілом, за Церкву, за Папу Александрійського та за всю церковну ієрархію, за місто та урожай, за повені, за живих, за тих, хто приніс Євхаристію подарунки, для святих — імена Марії, Івана Хрестителя, Святого Стефана, Святого Марка та Святого Василія . Потім читаються диптихи, а потім молитви за померлих,
  - молитва за плід Причастя та остання доксологія.

Версія VII століття про сахідичну коптівську, знайдена в 1960 р.  показує більш ранню і більш тверезу форму бохаїрського тексту: рукопис, неповний у своїй першій частині, починається з Post Sanctus, а за ним слідує стислий розповідь Інституції, безглуздий Анамнез, який просто перелічує теми і закінчується приношенням. Наступна Епіклеза складається лише з молитви до Святого Духа, щоб той прийшов і виявив дари, без явного прохання змінити дари в Тілі та Крові Христа. Покрови коротші, і серед святих названа лише Марія. :112

#### Після Анафори
Після анафори відбувається відправлення тобто зволоження Агнця кількома краплями освяченого вина, яке є для поклоніння вірним. Виходить Частина освяченого Агнця, під час якої священник вимовляє молитву, яка змінюється відповідно до коптського календаря. Весь збір стоїть і молиться з розпростертими руками Господню молитву .
Щоб бути готовими до Євхаристії, вірні вклоняються, а ювіляр вимовляє тихий голос молитву підпорядкування, тоді священник і учасники пропонують одне одному побажання миру, а священник нечутно молиться Батькові про прощення гріхів (Звільнення Батька).
Піднесення подібне до того, що було у візантійському обряді, коли ювіляр, який піднімає частину Агнця з гравірованим хрестом (іспадікон), кричить: "Святі речі для святих". Священник робить другу відправу і акуратно кладе іспакідон у чашу (суміш) а потім читає вголос Сповідь віри. Слідує причастя, спочатку Тіло Христове, яке дарується ювілярам, дияконам і вірним, які підходять до святині без взуття, а потім Кров Христа в тому ж порядку. Тим часом співається псалом 150. Розповсюдження Євхаристії закінчується благословенням з Патеною.
Ритуали звільнення включають Молитву покладання рук і остаточне благословення.

## Канонічні години
Цикл канонічних годин здебільшого є монастирським, в основному складається з читань псалмів. Коптським еквівалентом візантійського Хорологіона є Агпея.
Існує сім канонічних годин, які в значній мірі відповідають візантійському порядку, з додатковою «Молитвою завіси», яку вимовляють єпископи, священники та ченці (щось на зразок Візантійської опівнічної служби).
Годинники викладені хронологічно, кожен з яких містить тему, що відповідає подіям у житті Ісуса Христа:
- «Опівнічна похвала» (сказана рано вранці перед світанком) згадує Друге пришестя Христа. Він складається з трьох годинників, що відповідають трьом етапам молитви Христа в Гефсиманському саду ([[|]] Matthew25:1-13).
- Прайм (світанок) промовляють після пробудження вранці або після Похви півночі попередньої ночі. Пов'язані з Вічністю Бога, Втіленням Христа та Його Воскресінням із мертвих.
- Терце (9 ранку) згадує про випробування Христа перед Пілатом, зішестя Святого Духа на П'ятидесятницю .
- Секст (опівдні) згадує Страсті Христові.

Перед кожною Божественною Літургією моляться Терс і Секст.
- Жоден (15:00) не вшановує смерть Христа на Хресті. Ця година також читається під час пісних днів.
- Вечірня (захід сонця) згадує зняття Христа з Хреста.
- Комплін (21:00 — перед сном) згадує про поховання Христа, остаточного суду.

Вечірня і повечір'я обидва читання перед літургією під час посту і швидкого Ніневії .
- Завіса зарезервована для єпископів, священників та ченців як випробування совісті.

- Вступ, що включає Господню молитву
- Молитва подяки
- Псалом 50 (LXX).
- Різні псалми
- Уривок зі Святого Євангелія
- Короткі літанії
- Деякі молитви (Тільки під час прем'єр-класу та складання)
- Потім Господь помилуй 41 разів
- Молитва «Свята Свята Свята …» і Божа молитва
- Молитва прощення
- Молитва щогодини